# Enfermedad de Addison
La enfermedad de Addison, también conocida como insuficiencia suprarrenal primaria, es un déficit hormonal causado por la afectación de la glándula suprarrenal que ocasiona una hipofunción o insuficiencia córticosuprarrenal primaria. La descripción original de esta enfermedad por Thomas Addison incluye astenia y debilidad general, actividad hipocinética del corazón, irritabilidad gástrica y un cambio peculiar de la coloración de la piel.

## Epidemiología
La enfermedad de Addison es muy rara, apareciendo a cualquier edad y afectando más a mujeres que a hombres en relación de 3 a 1. La insuficiencia suprarrenal secundaria es mucho más frecuente debido al uso de corticoides y a su supresión brusca. Tiene una incidencia de <1 por cada 100 000 habitantes, con una prevalencia de 4-6 por cada 100 000 personas.

## Etiología y patogenia
- Destrucción anatómica de la glándula suprarrenal: para que aparezca la Enfermedad de Addison debe destruirse más del 50 % de las glándulas suprarrenales de forma bilateral. Entre las causas de destrucción de las suprarrenales destaca:

1. Infecciones: suelen ser infecciones granulomatosas crónicas tuberculosa, micótica o viral.[6]
  1. Tuberculosis: en las primeras series de pacientes que relataban la insuficiencia suprarrenal, la tuberculosis era la causa del 70 al 90 % de los casos.[7] A partir de la década de 1980, la tuberculosis con afectación suprarrenal ocurre principalmente en pacientes con sida.
  2. SIDA: siempre hay que sospechar una insuficiencia suprarrenal. El citomegalovirus afecta habitualmente a las suprarrenales, produciendo la adrenalitis necrotizante por citomegalovirus. También hay afectación suprarrenal por el Mycobacterium avium-intracellulare, Cryptococcus, Sarcoma de Kaposi, histoplasmosis, coccidiodomicosis.
  3. Síndrome de Waterhouse-Friderichsen: se describe como un shock fulminante debido a la destrucción aguda de las glándulas suprarrenales.[8] Ocurre sobre todo en niños pequeños afectados de meningitis meningocócica. En realidad la enfermedad de Addison es una insuficiencia suprarrenal crónica.
2. Atrofia Idiopática: son de causa desconocida y a partir de la década de 1970 es la causa más frecuente, siendo un mecanismo probablemente autoinmunitario.
  1. Mecanismo autoinmunitario: la mitad de los pacientes tienen anticuerpos circulantes contra las glándulas suprarrenales, concretamente contra el citocromo P450. Entre las causas autoinmunitarias encontramos al Síndrome autoinmunitario poliglandular de tipo II: caracterizado por presentar dos o más manifestaciones endocrinas autoinmunitarias en una misma persona como: tiroiditis linfocitaria crónica, insuficiencia ovárica prematura, diabetes mellitus tipo I, hipotiroidismo o hipertiroidismo, anemia perniciosa, vitíligo, alopecia, esprue no tropical, y miastenia gravis por producción de autoanticuerpos. Dentro de las familias se observan muchas generaciones que están afectadas por una o más de las enfermedades citadas. Se debe a un gen mutante situado en el cromosoma 6, y se asocia a los alelos B8 y DR3 del HLA. Suele manifestarse en la edad adulta. El Síndrome autoinmunitario poliglandular de tipo I se caracteriza por la combinación de insuficiencia paratiroidea y suprarrenal y moniliasis mucocutánea crónica. También puede aparecer anemia perniciosa, hepatitis crónica activa, alopecia, hipotiroidismo primario e insuficiencia gonadal prematura. Este síndrome se hereda de forma autosómica recesiva, y no está asociado al HLA. Al contrario que el síndrome tipo II, este síndrome aparece en la niñez. Se desconoce los mecanismos por los que interactúa la predisposición genética y la autoinmunidad en estos procesos. Aunque la mayoría de los autoanticuerpos suprarrenales producen destrucción de las glándulas, algunos ocasionan insuficiencia suprarrenal al provocar bloqueo de la unión de la ACTH a sus receptores por autoanticuerpos. Otro proceso es la insuficiencia suprarrenal familiar autosómico recesivo que produce una falta de reactividad a la ACTH secundaria a mutaciones del receptor de la ACTH.
  2. Adrenoleucodistrofia: produce una desmielinización intensa y la muerte prematura en niños, y la adrenomieloneuropatía se asocia a una neuropatía mixta, motora y sensorial, con paraplejía espástica en los adultos. Ambos procesos cursan con niveles circulantes elevados de ácidos grasos de cadenas muy largas que provocan insuficiencia suprarrenal.
3. Hemorragias bilaterales de las suprarrenales: ocurren sobre todo en pacientes tratados con anticoagulantes, en los que tienen anticoagulantes circulantes y en los estados de hipercoagulabilidad, como ocurre en el síndrome antifosfolípido.
4. Invasión de las suprarrenales: ocurre en las metástasis tumoral, sobre todo en el cáncer de pulmón, en la amiloidosis y sarcoidosis.
5. Extirpación quirúrgica
6. Fallo metabólico de la producción hormonal
  1. Hiperplasia suprarrenal congénita
  2. Inhibidores enzimáticos: la metirapona, ketoconazol, aminoglutetimida, rifampicina, fenitoína y opiáceos, pueden causar o potenciar una insuficiencia suprarrenal.
  3. Agentes citotóxicos: mitotano.

## Sintomatología y signos clínicos
La insuficiencia corticosuprarrenal por destrucción lenta de las glándulas suprarrenales tiene un comienzo insidioso, donde la identidad de la enfermedad en las primeras fases es muy difícil, siendo fácil de diagnosticar en los casos avanzados. Se caracteriza por:
- Astenia o debilidad: aparece casi constantemente en la Enfermedad de Addison en el 99 % de los casos. Al principio puede ser esporádica y más frecuente en momentos de estrés, pero a medida que la función suprarrenal se deteriora, el paciente está continuamente fatigado y necesita reposo en cama.
- Hiperpigmentación cutánea y de mucosas: ocurre en el 98 % de los casos. Normalmente aparece como un oscurecimiento difuso de color moreno, pardo o bronceado en ciertas regiones como los codos o los surcos de las manos, y en las zonas que están normalmente pigmentadas como las areolas mamarias. En las mucosas pueden aparecer placas de color negro azulado en el 82 % de los casos. Algunos pacientes presentan efélides oscuras y a veces paradójicamente áreas irregulares de vitíligo (9 % de los casos). Esta hiperpigmentación persiste tras la exposición solar. Se debe a que en el proceso de síntesis de la ACTH se debe sintetizar previamente proopiomelanocortina (POMC). Péptido que, además de dar lugar a la ACTH, también dará α-MSH, hormona estimulante de la síntesis de melanina.
- Pérdida de peso o adelgazamiento: ocurre en el 97 % de los casos, debido a la anorexia y alteración de la función gastrointestinal.
- Alteración de la función gastrointestinal: la anorexia, las náuseas y los vómitos aparecen en el 90 % de los casos y a veces es la primera manifestación de la enfermedad. En ocasiones (34 % de los casos) puede aparecer un dolor abdominal impreciso, tan intenso que puede confundirse con un abdomen agudo. La diarrea ocurre en el 20 % de los casos y el estreñimiento en el 19 %.
- Hipotensión arterial: descrita como menor de 110/70, ocurre en el 87 % de los casos y se acentúa con la postura hasta ser menor de 80/50 o menos. El síncope puede ocurrir en el 16 % de los casos.
- Trastornos perceptivos: existe refuerzo de las percepciones sensoriales gustativas, olfatorias y auditivas reversibles con el tratamiento. También puede aparecer cambios en la personalidad como inquietud e irritabilidad excesiva.
- Pérdida de vello: en la mujer puede haber pérdida de vello axilar y pubiano por ausencia de andrógenos suprarrenales.
- Hipertermia: la glándula del hipotálamo no controla la homeostasis del cuerpo por ausencia de secreción de corticoides.

En algunos casos la enfermedad de Addison comienza con síntomas psiquiátricos, pero esta presentación no es tan frecuente como en los cuadros tiroideos y el síndrome de Cushing. En la mayoría de los casos las alteraciones mentales suelen aparecer en forma de cambios de conducta y de personalidad. Por este motivo es fácil el diagnóstico erróneo de trastorno de la personalidad y trastorno somatomorfo de características hipocondríacas. Los síntomas psicológicos de aislamiento, apatía, fatiga, trastorno del estado de ánimo, afectación de la memoria y pobreza global del pensamiento también suelen ser de inicio precoz, por lo que se puede confundir la enfermedad de Addison con una demencia o con una depresión. 
En la crisis suprarrenal aguda puede desarrollarse un síndrome cerebral con psicosis (alucinaciones) y delirium. Una crisis addisoniana o insuficiencia suprarrenal aguda es una emergencia médica grave. Hay que sospecharla ante hipotensión con vómitos en pacientes en tratamiento previo con cortisona. La crisis puede ser desencadenada por infección, trauma, parto, o alteración metabólica como cetosis diabética o crisis tireotóxica.[cita requerida]

## Enfermedades asociadas
La enfermedad de Addison suele aparecer con frecuencia asociada con otras enfermedades autoinmunes, tales como la diabetes tipo 1, la tiroiditis autoinmune (tiroiditis de Hashimoto), la enfermedad celíaca, la anemia perniciosa o el vitiligo.
La enfermedad de Addison puede ser la única manifestación de una enfermedad celíaca no diagnosticada, en ausencia de síntomas digestivos. Ambas enfermedades comparten los mismos factores de riesgo genéticos (haplotipos HLA-DQ2 y HLA-DQ8).

## Diagnóstico
- Datos necesarios de laboratorio.

1. Hiponatremia: los niveles séricos bajos de sodio se debe a su pérdida por la orina por déficit de aldosterona y al desplazamiento del sodio hacia el compartimento intracelular. Esta pérdida de sodio extravascular reduce el volumen plasmático y acentúa la hipotensión.
2. Hiperkalemia: aumento de los niveles séricos de potasio. Se debe a los efectos combinados del déficit de aldosterona, la reducción del filtrado glomerular y la acidosis.
3. Hipocortisolemia: los niveles de cortisol y aldosterona son bajos y no aumentan con la administración de ACTH.
4. Hipercalcemia: aumento de los niveles séricos de calcio. Ocurre en un 10-20 % de los pacientes de causa desconocida.
5. Cambios electrocardiográficos: suelen ser inespecíficos, aunque con lentificación generalizada del trazado.
6. Hemograma: puede haber anemia normocítica, linfocitosis relativa y eosinofilia moderada.
7. Prueba de estimulación de ACTH: prueba principal que confirma el diagnóstico de insuficiencia suprarrenal, al evaluar la capacidad de las suprarrenales para producir esteroides, que suelen estar ausentes o disminuidos tanto en sangre como en orina tras la estimulación de ACTH.
8. Determinación de la ACTH: en la insuficiencia suprarrenal primaria o Enfermedad de Addison, la ACTH y sus péptidos afines, están elevados en plasma ante la pérdida del mecanismo de retroalimentación del eje hipotálamo-hipofisario-suprarrenal.
9. Hipertermia: la hormona del hipotálamo no controla la homeostasis.

## Tratamiento
El tratamiento de la insuficiencia suprarrenal es el tratamiento hormonal sustitutivo basado en el cortisol o hidrocortisona (glucocorticoide) y fludrocortisona (mineralcorticoide).
- Dosis de hidrocortisona: la dosis en los adultos es entre 20 a 30 mg al día.
- Dosis de fludrocortisona: de 0,05 a 0,1 mg por vía oral a día, junto con un aumento de la ingesta de sal diaria de 3 a 4 g.
- Forma de administración: el corticoide se debe administrar en las comidas, tomando dos tercios de la dosis por la mañana y un tercio al finalizar la tarde.
- Monitorización del efecto de la medicación: se debe conocer los niveles de sodio, potasio, urea y creatinina en sangre, junto con la toma de presión arterial que no se debe modificar en el cambio postural, además de la mejoría de todos los síntomas y control del peso corporal.
- Consideraciones especiales: todos los pacientes con insuficiencia suprarrenal crónica deben llevar una tarjeta identificativa que alerte al personal médico ante un ingreso hospitalario o atención médica urgente, debido a que en situaciones de estrés, como ejercicio, fiebre, intervención quirúrgica, debe duplicarse o triplicarse la dosis de corticoides, y si no es posible administrarla por vía oral, debería ser por vía intravenosa a una dosis de 10 mg/h o 250-300 mg/día, para ir disminuyendo de un 20-30 % de la dosis diariamente, cuando la situación estresante ceda. A partir de 100 mg/día de hidrocortisona, no es preciso administrar fludrocortisona.
- Efectos secundarios: el principal es la gastritis por exceso de acidez gástrica y trastornos de la mucosa del estómago, que se soluciona con antiácidos. Si apareciera insomnio, irritabilidad o excitación mental al comienzo del tratamiento habría que disminuir la dosis.